# Benjamin Butler
Benjamin Franklin Butler (Deerfield, 5 novembre 1818 – Washington, 11 gennaio 1893) è stato un generale, avvocato e politico statunitense, rappresentante dello Stato del Massachusetts nella Camera dei rappresentanti degli Stati Uniti e, più tardi, Governatore dello Stato.

## Biografia
Durante la Guerra di secessione americana, il suo modo di gestire la città occupata di New Orleans, le sue politiche per quanto riguardava gli schiavi fuggiti dai Confederati, il suo comando inefficace nella Campagna di Bermuda Hundred del 1864 e la sconfitta nella prima battaglia di Fort Fisher (7 - 27 dicembre 1864), fecero di lui uno dei generali politici più discussi e controversi della guerra.
Per molti anni, dopo la fine della guerra civile, fu intensamente odiato dai bianchi del Sud, che gli affibbiarono il soprannome di "Maggiordomo della bestia" (Beast Butler, dove per "bestia" si intende il diavolo). Nel 1875 ripropone, dopo la bocciatura del 1871, il primo Civil Rights Act (Legge federale sui diritti civili) insieme al Senatore Repubblicano Charles Sumner.
La norma, approvata dal Senato Federale nel febbraio dello stesso anno, fu dichiarata incostituzionale dalla Corte Suprema degli Stati Uniti nel 1883.